# Kära
Kära war ein Volumenmaß für Getreide und verschiedene landwirtschaftliche Erzeugnisse, wie z. B. Linsen und Kichererbsen, im Irak.
- Allgemein 1 Kära = 2 Qafis = 16 Makkuk = 120 Liter
- Weizen 1 Kära = 240 Ratl/(Rotl/Rottel) = 97,5 Kilogramm = 120 Liter
- Gerste, Linsen und Kichererbsen 1 Kära = 200 Ratl = 81,25 Kilogramm
- Reis 1 Kära = 300 Ratl = 121,875 Kilogramm